# Det Humanistiske Parti
Det Humanistiske Parti  er et internationalt parti eller bevægelse, som arbejder i mere end 50 lande. Det blev dannet 1984.
Det Humanistiske Parti  er et "ikke-volds parti", og beskriver sig selv, som det eneste parti, der tager klart afstand fra volden i alle dens former: fysisk, økonomisk, psykologisk, moralsk, racemæssig, religiøs. De går ind for en udmeldelse af NATO. I stedet mener de, at Danmark, gennem EU og FN, bør arbejde for en fredelig løsning af konflikter.

## Folketingsvalg
Partiet fik 5.676 stemmer (0.2 procent) ved Folketingsvalget 1987, mens det fik 760 stemmer (0.0 procent) ved Folketingsvalget 1990. Dermed blev partiet ikke repræsenteret i Folketinget. Partiet stillede op med listebogstavet H.

## Lokale valg
Partiet har opstillet ved enkelte valg til kommunalbestyrelser og regionsråd, men uden at få valgt nogle af sine kandidater.
 Der er for få eller ingen kildehenvisninger i denne artikel, hvilket er et problem. Du kan hjælpe ved at angive troværdige kilder til de påstande, som fremføres i artiklen.

## Eksterne links
- Det Humanistiske Partis hjemmeside Arkiveret 24. september 2010 hos  Wayback Machine
- Det Humanistiske Parti på Facebook